# عون بن سلام
أبو جعفر عون بن سلام القرشي، مولاهم الكوفي. أحد رواة الحديث وهو ثقة. وهو شيخ صدوق من المعمرين، توفي ببغداد في ذي القعدة، سنة ثلاثين ومائتين.

## روايته للحديث النبوي
- سمع أبا بكر النهشلي ، وإسرائيل بن يونس ، وزهير بن معاوية ، ومحمد بن طلحة بن مصرف .
- حدث عنه : مسلم ، وهو من كبار مشيخته ، وأحمد بن علي الأبار ، ومحمد بن عبد الله مطين ، ومحمد بن عثمان بن أبي شيبة ، وموسى بن إسحاق الخطمي ، وموسى بن هارون الحمال ، وآخرون.[3]

## أقوال العلماء فيه
الجرح والتعديل
- قال أبو حاتم بن حبان البستي : مستقيم الحديث.
- قال ابن حجر العسقلاني : ثقة.
- قال الخطيب البغدادي : ثقة.
- قال الدارقطني : لا بأس به.
- قال الذهبي : صدوق وقد لين شيئا.
- قال صالح بن محمد جزرة : لا بأس به.
- قال مطين الحضرمي : ثقة.